# Synarmadillo ruthveni
Synarmadillo ruthveni är en kräftdjursart som först beskrevs av Arthur Sperry Pearse 1915.  Synarmadillo ruthveni ingår i släktet Synarmadillo och familjen Armadillidae. Inga underarter finns listade i Catalogue of Life.